# Божидар Димитров
Божидар Димитров Стоянов е български историк дългогодишен директор на НИМ. Димитров е доктор по история, старши научен сътрудник II степен от декември 1985 г. почетен професор на Университета по библиотекознание и информационни технологии. От 1973 до 1990 година сътрудничи на „Държавна сигурност“ в направление културно-историческо наследство. Министър без портфейл, отговарящ за българите в чужбина в първото правителство на Бойко Борисов (юли 2009 – февруари 2011).

## Биография

### Произход и образование
Божидар Димитров е роден на 3 декември 1945 г. в Созопол, в семейство на бежанци от Източна Тракия. През 1959 г. завършва основното си образование в Созопол, а през 1964 г. – Механотехникума в Бургас. Работи няколко години на риболовни кораби, траулери – като моряк в „Океански риболов – Бургас“. По-късно завършва история и археология в Софийския държавен университет, има докторат по история.

### Начало на научна кариера
През 70-те години на 20 век проучва архивите на Ватикана, където попада на част от „История на България“ на Петър Богдан Бакшев, написана през 1667 година – историкът я намира в архива на Борджиите. На 24 декември 1985 г. е утвърден за старши научен сътрудник II степен.

#### Директор на НИМ
През декември 1994 г. е назначен за директор на Националния исторически музей (НИМ). Обвиняван е, че по това време допринася за уволнението на директора на управление „Музеи и галерии“ в културното министерство Алберт Бенбасат, като го обвинил в участие в организиран незаконен износ на паметници на културата и произведения на изкуството. Като директор на Национален исторически музей, през 1997 – 1998 г., има задочен конфликт с президента на Република България Петър Стоянов по повод връщането в Зографския манастир на черновата на „История славянобългарска“, написана от отец Паисий Хилендарски. В резултат на което – през лятото на 1998 г. договорът му в НИМ е прекратен от министъра на културата Емма Москова. Препитава се като свободен журналист в Бургас и София през периода 1998 – 2001 година. „Възстановен“ е като директор на НИМ през октомври 2001 година след конкурс и остава на този пост до пенсионирането си в ноември 2017 г.

### Телевизионен водещ
От 1999 до 2002 г. е водещ на телевизионното историческо предаване „Час по България“ по телевизия СКАТ. От 2002 до 2012 г. е водещ на друго телевизионно предаване за история „Памет българска“ по Канал 1. От март 2013 г. е водещ на телевизионното историческо предаване „Историята... с Божидар Димитров“ по TV+.

### Политическа кариера

#### Член на БКП
Димитров влиза в БКП в началото на 70-те години на миналия век и постепенно се издига в партийните среди. След преименуването на партията преминава в БСП.

#### Член на БСП
Два пъти е бил в листите за народни представители на БСП – в окръзи Кърджали и в Шумен през 1997 и 2001 година, но на по-задно, неизбираемо място.
Като член на Висшия партиен съвет на БСП в края на 2005 година Божидар Димитров се обявява открито против решенията на ръководството на БСП. Той не подкрепя кандидатурата на Татяна Дончева за кмет на София и подкрепя независимия кандидат Бойко Борисов, с когото е в приятелски отношения. За това си действие е снет от поста водач на групата на общинските съветници на БСП в Столичния общински съвет. След това престава да изпълнява поста, на който е избран, като не се явява на сесии.

#### В подкрепа на ГЕРБ
Преди Парламентарните избори в България през 2009 г. напуска БСП и застава в подкрепа на ГЕРБ. На изборите е избран за народен представител, след като е издигнат от ГЕРБ за мажоритарен кандидат в Бургаски избирателен район.

#### Министър
В първото правителство на ГЕРБ е назначен за министър без портфейл, който отговаря за Агенцията за българите в чужбина, Държавна агенция „Архиви“ и Дирекцията по вероизповеданията към Министерския съвет.
На 21 януари 2010 г. по предложение на Божидар Димитров за промяна в законодателството, срокът, в който кандидатите за българско гражданство ще трябва да получат отговор „да“ или „не“, ще е една година. Кабинетът на ГЕРБ приема предложение за промени в Закона за българското гражданство, които елиминират упълномощените лица при подаване на документите или при получаване на указите и задължават кандидатите за български паспорти да се явяват лично на интервю. По оценки на министър Божидар Димитров в резултат от войни и преселения извън страната живеят 2 и половина милиона българи, които нямат българско гражданство. За разглеждане чакат 56 хиляди молби на такива българи. Според министъра на българите в чужбина промените ще ускоряват процеса и ще ликвидират корупцията. Тарифата за ускорено получаване на български паспорт била между 5 и 10 хиляди евро. „Сега, когато човек знае, че в рамките на една година знае, че ще чуе „да“ или „не“ на молбата си – силно се съмнявам, че някой ще се бръкне да плаща толкова пари на някой корумпиран чиновник“, коментира министър Димитров.

### Боянски клуб и Движение „Кубрат“
На 20 октомври 2015 г. по инициатива на арх. Миломир Богданов, заедно с него и д-р Костадин Георгиев-Калки и драматурга Христо Бойчев създават „Боянския клуб за подкрепа на българската държавност и нация“, в който се включват няколко десетки леви и десни интелектуалци и офицери. Клубът провежда конференции, гради паметници, издава в-к „Радетел“, подкрепя президента на САЩ Тръмп и действа като активен фактор в публичното пространство срещу безотечествеността и неолиберализма.
За промяна на държавното управление от парламентарно в президентско, според вижданията на Божидар Димитров за „величието на България“, съратниците основатели на клуба успешно възстановяват на 5 март 2018 г.  на т.нар. „Солунски конгрес“  като неформално движение „Български надпартиен съюз Кубрат" (БНСК) основания в 1913 г. от ген. Владимир Вазов и забранен след деветосептемврийския преврат в 1944 г. Български народен съюз „Кубрат" (БНСК). Когато обаче Божидар Димитров решава на база движението да направи партия, избрани от конгреса водещи кубратисти като изп. секр. арх. Миломир Богданов, членовете на Върховния съвтет: драматурга Христо Бойчев, ген. Стоимен Стоименов, арх. Елко Хазан, потомката на дядо Ильо войвода Надежда Ковачева и др. отказват да нарушат надпартийността си, а и съдът не регистрира партията.

### Смърт
Божидар Димитров умира на 72 години на 1 юли 2018 г. пред дома си на ул. „Елемаг“ в София. Според негови близки, вероятно причината за смъртта е белодробна емболия. След поклонение пред тленните му останки в НИМ, прахът от кремацията му е разпръснат в морето над Созополския залив.

## Критики и противоречия

### Научно звание
Божидар Димитров е доктор по история и от 1985 г. старши научен сътрудник II степен, но тъй като в публичното пространство присъства с титлата професор (която не е равнозначна на ст.н.с. II), през декември 2009 г. заявява: „Аз никога не съм се титулувал като професор.“ Съобразно новия закон научното звание „старши научен сътрудник ІІ степен“ се трансформира в научна длъжност „доцент“. На 3 април 2008 г. Университетът по библиотекознание и информационни технологии му присъжда званието „Почетен професор (Професор хонорис кауза) на УниБИТ“ .

### Научна етика
В историографията са изказвани съмнения относно добросъвестността на Божидар Димитров като изследовател. Николай Проданов изразява подобно мнение във връзка с обнародвани резултати от работата на Димитров във Ватиканските архиви. 

### Работа сред българите в чужбина
Отношението и дейността на Димитров по македонския въпрос е критикувано от македонския журналист Виктор Канзуров. Според него, Димитров с нищо не помага на българите в Македония, тъй като иска да държи монопол по тази тема. Освен това, Канзуров твърди, че „неартикулираните изяви“ на Димитров в Македония водят до репресии за местните активисти с българско самосъзнание.
В работата си сред българите в чужбина Димитров е критикуван и заради некоректност, дезинформиране и неумела намеса в осъществяваните от Министерството на образованието, младежта и науката образователни дейности зад граница.

### Изявления
В началото на 1998 при секс скандал заради негово изказване в интервю от 1995 (вж по-долу) е поискана оставката му от НИМ от депутата от СДС Александър Йорданов.
През 2001 година рибари откриват в Созопол лодка еднодръвка, за която Божидар Димитров оповестява, че е от времето на Ной. След двукратно изследване по С14 се оказва, че лодката е от XI-XIV век, и е изложена като такава в Националния исторически музей.
На 5 януари 2010 година Димитров прави дипломатически скандал с изявление, че България може да наложи вето на присъединяването на Турция като страна-членка на Европейския съюз, ако не получи компенсации от 20 милиарда долара за прокудените от Османската империя през 1913 година етнически българи, населявали районите западно от Босфора. Това се случва дни преди посещение на министър-председателя Борисов в Турция и турското правителство предупреждава за възможно влошаване на отношенията между двете страни. Заместник-министърът на външните работи, Марин Райков, разграничава позицията на страната от тази на Димитров, заявявайки, че няма пряка връзка между нерешените въпроси между България и Турция и разширяването на Европейския съюз. Следва „последно предупреждение“ за отстраняване от поста от страна на Борисов и публично извинение на Димитров в медиите. 
В края на юли 2010 известява, че са открити мощите (намерени са части от мощи) на Св. Йоан Предтеча в Созопол (археологът Иван Петрински, дългогодишно работил на това място после отрича това, като добавя, че не са спазвани и археологически процедури, но е „разбивано с кирките“ ) и обявява, че Созопол ще се превърне във втория Йерусалим .

#### Примери
Министър Божидар Димитров става известен със скандалните си изказвания, основно след думите му „шибан народ“ в интервю за вестник „Дневник“ от 3 август 2010, предизвикало медийно и Интернет възмущение на 4 август и последвано от други цветисти изрази и обяснения по повод изказването си от самия министър. Божидар Димитров има дълга история от цветисти и озадачаващи изказвания:
- „Напада ме един чикиджия“ (за Виктор Канзуров, македонски журналист с българско самосъзнание)[32]
- Траките били „мутри“ [33].
- „Овчарчета“ (5 август 2010) („Не знам кои са тези анонимни археолози, но като ги науча, на овчарчета ще ми станат“ [34]) – за анонимните му критици историци и археолози (поводът е предполагаемите мощи на Св. Йоан Кръстител)
- „Курви“ (6 август 2010) – за българските и руските туристки (подразбиращо се от „И най-долната курва да е.“ [35]), разглеждащи мощите на Св. Йоан Кръстител
- „Един човек за да успее, други трима-четирима трябва да бъдат смачкани.“ (9 август 2010) – интервю за Тази сутрин, БТВ [36]
- „Политически лилипут“ (18 август 2010) – към Мартин Димитров, след като лидерът на СДС иска оставката на министъра без портфейл. [37]

По-късно Божидар Димитров обяснява, че „шибан“, означавало „шибан с пръчка, брулен“, и това се отнасяло до колегите му, което предизвиква възмутените реакции на неговите колеги, например Валерия Фол на 7 август . На 8 август доц. Стоянов, от ръководството на Асоциацията на български археолози, изказва общо недоволството на археолозите от тона и квалификациите на Божидар Димитров, които според него са и излагащи българския народ. Стоянов коментира заявките Созопол да се превърне в българския Йерусалим, от страна на министъра, с „Някак си много лесно даваме етикети, градим някакви бомбастични теории“ и се учудва, че когато държавата намалява субсидията на БАН и университетите, 420 хил. лв. се дават за реконструкцията на църква . След изказването на Маргарита Ваклинова от БАН, че Б. Димитров трябва да се извини на колегията, той дава две интервюта, в които заявява, че няма да го направи, тъй като нямало всъщност на кого да се извини. Той стеснява допълнително семантиката на изказването си до „анонимните хора“, според него „шибан“ не било пейоративна дума, но с нея обиждал само анонимните.
Оставката на Божидар Димитров е искана първо от БСП-младежи, а по-късно и от Мартин Димитров, председател на СДС, който посочва, че Б. Димитров е първият български министър, който си позволява подобно вербално поведение, и че в страни като Англия това не би се случило, а ако би се случило, то този министър ще напусне и поста, и страната.  В отговор на това Б. Димитров прави още едно скандално изказване (виж по-горе).
На 19 декември 2010 г. Димитров подаде оставка като министър без портфейл в правителството на ГЕРБ. На 4 февруари 2011 г. парламентът приема оставката му.

### Сътрудник на ДС
През юни 2009 г. Комисията по досиетата оповестява, че Димитров е бил секретен сътрудник и агент на бившата „Държавна сигурност“. Самият той твърди, че този факт е известен на обществеността още от изборите през 2001 година.  Вербуван е през 1973 г. Псевдонимите му са Богдан, Кардам, Тервел и Телериг.

## Награди, отличия и памет
На Божидар Димитров е именуван залив в Антарктида. Заливът Димитров е широк 6,8 km и е разположен на полуостров Велинград на брега Греъм. В него се вливат ледниците Хук и Русалка. На входа на залива е разположен остров Камакуа. Според участници в Българската антарктическа експедиция, името е избрано заради приноса на Димитров към Българската антарктическа програма.
От 25 юни 2011 г. Божидар Димитров е почетен гражданин на община Бургас.
Посланика на САЩ Джеймс Пардю в 2005 г. му връчва американски медал за културно сътруднечество, с подобен руски е отличен в 2007 г., ПФК „Левски“ в 2009 му връчва почетен медал „Левски“, в 2015 Министерството на културата го удостява с най-голямата ни награда за култура „Златен век“ с огърлие.
Почетен професор на Университета по библиотекознание и информационни технологии.
Общинският съвет на Созопол през 2018 г. взема решение Археологическия музей в града и улицата на която е къщата на Божидар Димитров посмъртно да бъдат кръстени на негово име., а „Боянския клуб за подкрепа на българската държавност и нация“ по решение на изп. секр. и под-председателите се наименува „Боянския клуб за подкрепа на българската държавност и нация проф. д-р Божидар Димитров".